# Zwergtaucher

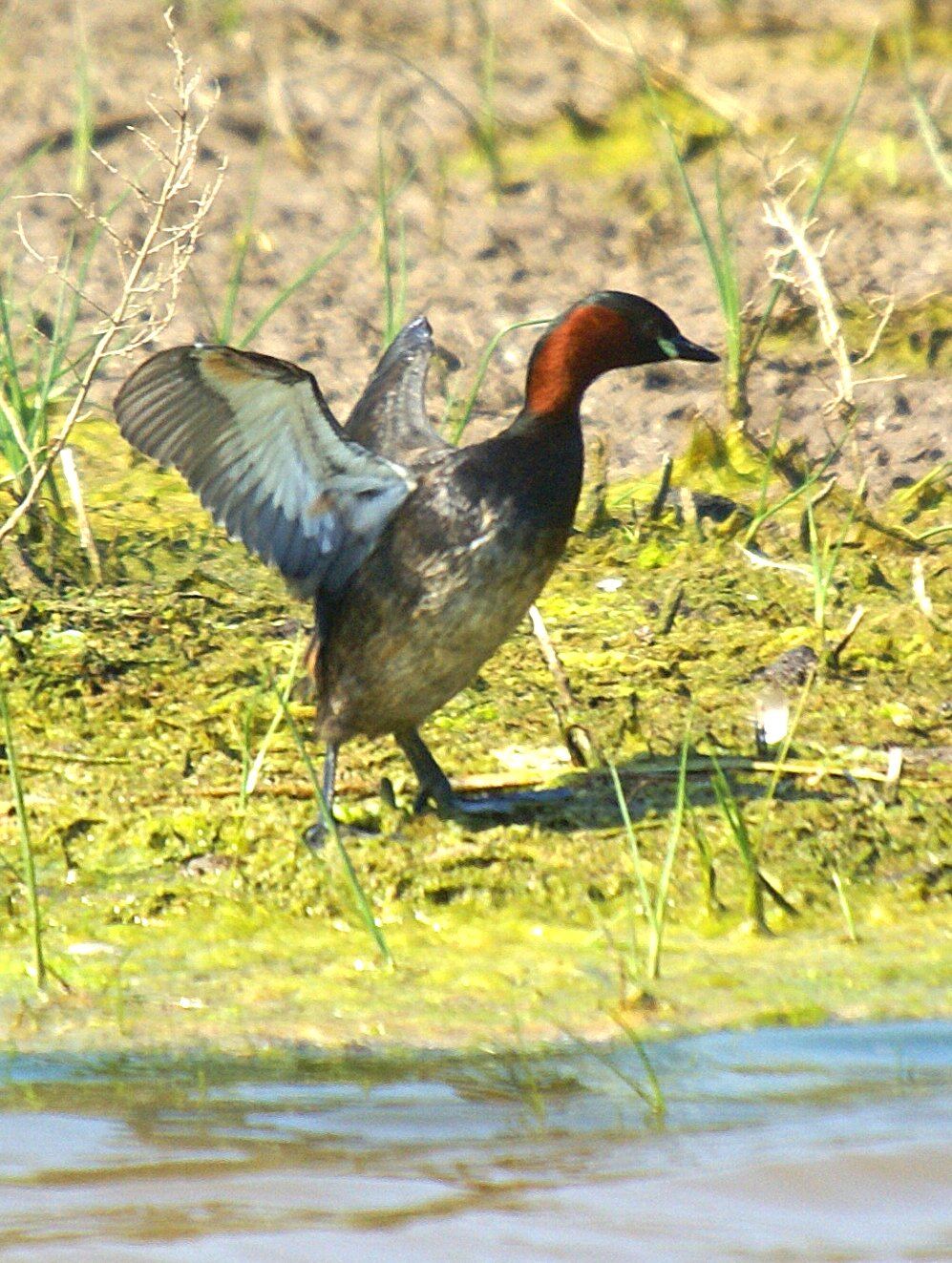
Nominatform Tachybaptus ruficollis ruficollis im Prachtkleid, Spanien

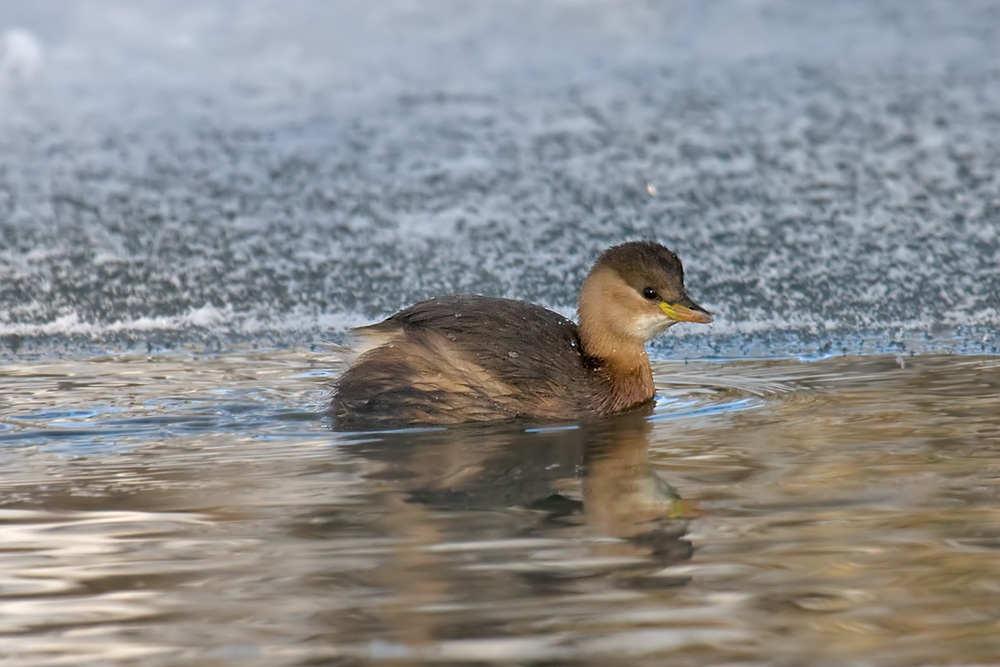
Zwergtaucher im Schlichtkleid

Der Zwergtaucher (Tachybaptus ruficollis) ist eine Art aus der Familie der Lappentaucher. In Europa ist diese in Eurasien und Afrika verbreitete Art der kleinste Vertreter dieser Familie. Zwergtaucher sind in Europa durchaus häufig. Sie werden jedoch wegen ihres unauffälligen Gefieders und ihrer insbesondere während der Brutzeit sehr versteckten Lebensweise meist übersehen.
Es werden insgesamt neun Unterarten unterschieden.

## Erscheinungsbild

### Erscheinungsbild adulter Zwergtaucher
Zwergtaucher erreichen eine Körperlänge von 25 bis 29 Zentimetern. Die Flügelspannweite beträgt 40 bis 45 Zentimeter. Die Zwergtaucher können 130–235 g schwer werden. Ein Geschlechtsdimorphismus ist nur geringfügig ausgeprägt. Ähnlich wie beim nah verwandten Australischen Zwergtaucher sind die Männchen durchschnittlich etwas größer als die Weibchen und haben etwas kräftigere Schnäbel.
Die Gestalt des Zwergtauchers ist sehr variabel. In ruhiger Schwimmstellung werden die Federn vor allem an der Hinterseite etwas aufgestellt, so dass der Körper rundlich wirkt. Der Hals ist dann kaum sichtbar. Beunruhigte Zwergtaucher strecken den Hals dagegen lang. Der Rücken liegt dann flach auf dem Wasser auf und kann sogar unter der Wasseroberfläche ganz verschwinden. Beim Fliegen lässt der Zwergtaucher den ausgestreckten Hals weit unter die Körperachse durchhängen, die Beine werden nachgezogen. Zwergtaucher fliegen sehr leicht auf. Der Flug ist schnell und sie fliegen in der Regel in geringer Höhe über die Wasseroberfläche.

#### Prachtkleid
Im Prachtkleid ist die Körperoberseite der Nominatform schwarzbraun. Der Oberkopf sowie der Hinterhals sind schwarz bis schwarzbraun. Der Oberkopf hat häufig einen leichten grünlichen Schimmer, Zügel und Kinn sind schwarz. Die Kehle, die Wangen, die Halsseiten sowie der Unterhals sind rotbraun. Die Körperseiten sind schwarzbraun mit hellen Stricheln. Die Körperunterseite ist weiß glänzend mit einer Beimengung schwärzlicher Töne. Die Unterflügel sind weiß, die Schwungfedern sind dunkelbraun mit einem hohen Weißanteil, so dass auf dem angelegten Flügel ein weißer Spiegel sichtbar ist. Die Schwanzfedern sind braungrau. Der Schnabel ist schwarz mit einer weißen Spitze, die Schnabelwinkel sind leuchtend grünlich gelb. Die Iris ist rotbraun, der Lauf und die Füße sind grau-grün.
Die Gefiederfarbe an den Flanken sowie auf der Körperunterseite variiert je nach Unterart. Einzelne Unterarten haben gelblich-braune Flanken und einen silbrig weißen Bauch. Bei anderen sind diese Körperpartien gleichfalls schwarz gefiedert. Die Augenfarbe variiert ebenfalls. Bei den asiatischen Unterarten sind sie gelb, bei den europäischen und afrikanischen Unterarten dagegen rotbraun bis leuchtend rot.
Adulte Zwergtaucher mausern von August bis Oktober ins Winterkleid, der Wechsel kann sich bei einzelnen Individuen aber auch bis November und sogar Dezember hinziehen. Bei dieser Vollmauser mausern zunächst Kopf und Hals. Die Schwungfedern werden alle auf einmal gewechselt.

#### Schlichtkleid
Im Schlichtkleid sind Zwergtaucher sehr unauffällig gefärbt. Die Gefiederfärbung ist insgesamt heller, die Farben wirken verwaschener. Die Körperoberseite ist bei den in Europa vorkommenden Unterarten dunkelbraun. Das Kinn ist weiß, die Wangen, der Hals und die Vorderbrust sind braun mit einzelnen blass kastanienbraunen Flecken. Die Hinterbrust und die vordere Körperunterseite ist weiß, die hintere Unterseite ist braun. Die Körperseiten sind rauchgrau. Der gelbgrüne Mundwinkel fehlt.
Asiatische Unterarten weisen die rotbraune Färbung an den Kopfseiten auch im Ruhekleid auf. Die Populationen in Indonesien, Neuguinea und den daran angrenzenden Inselchen sowie in Malaysia wechseln nicht ins Ruhekleid, sondern tragen ihr Prachtkleid ganzjährig.
Der Wechsel ins Prachtkleid erfolgt im Zeitraum von Januar bis April. Es ist eine Teilmauser, die Kopf, Hals, Körper und einige Flügeldecken erfasst.

### Erscheinungsbild der Nestlinge und Jungvögel

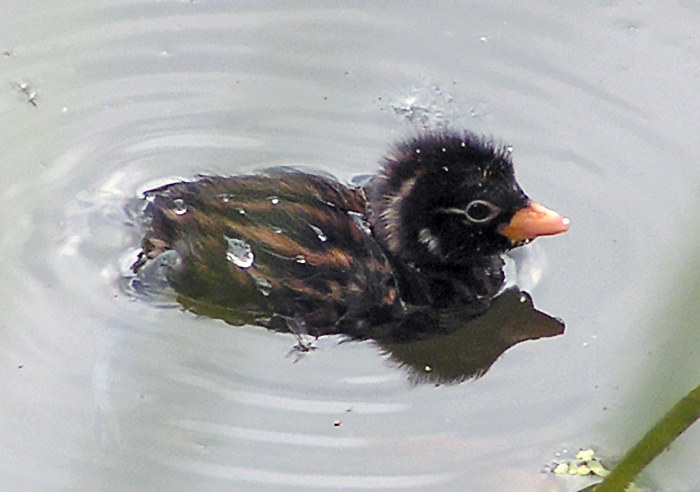
Dunenjunges

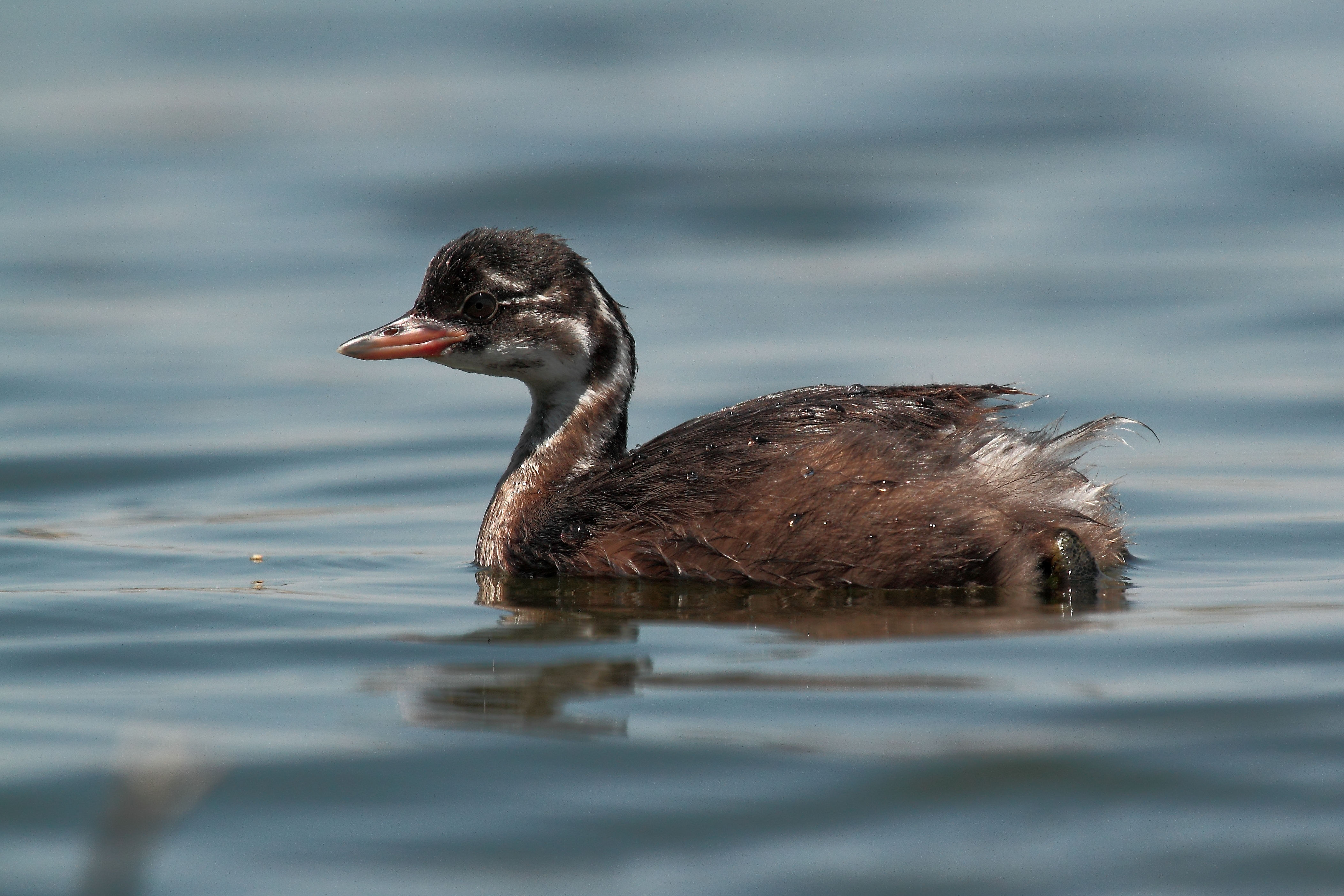
Jungvogel

Frisch geschlüpfte Nestlinge sind an Nacken und Hinterhals schwärzlich braun. Die Stirn ist mit weißlich-silbrigen haarförmigen Dunen bedeckt. Die Nestlinge haben über dem Auge einen schmalen beige bis orangefarbenen Streif. Das Kinn ist weißlich und weist eine braune Sprenkelung auf. Die Streifenzeichnung im Gesicht ist bei dunenjungen Zwergtauchern nicht ganz so intensiv wie etwa beim Haubentaucher oder beim Rothalstaucher. Die Jungen haben jedoch weißliche Streifen hinter dem Auge, auf den Ohrdecken sowie am Kinn. Der Hinterhals und der Rücken sind schwarz und weisen eine schmale rötlich beigebraune Streifung auf. Die Mitte der Körperunterseite ist weiß und deutlich von den schwarzen Flanken abgesetzt. Der Lidring ist gräulich blau, die Iris ist dunkelbraun. Bei frisch geschlüpften Zwergtauchern ist der Schnabel zunächst gelblichrosa, ohne irgendwelche Abzeichen aufzuweisen.
Bei halbwüchsigen Jungen wird das Schwarz der Körperoberseite graubraun, die rostroten Längsstreifen an den Halsseiten sind schärfer abgesetzt. Dagegen sind die Streifen auf dem Rücken deutlich verwaschener und die deutliche Grenze zwischen der Färbung der Körperoberseite und -unterseite verschwindet. Die silbrigen Dunen auf der Stirn bleiben bis zur Ausbildung der Stirnfeder erhalten. Ins Jugendkleid wechseln Dunenjunge Anfang August.
Im Jugendkleid ist die Oberseite von Körper und Kopf blass dunkelbraun. Sie weisen an Kehle, Wangen und Hals einzelne weiße, rötliche und schwärzliche Strichel auf, die sich auf der Vorderbrust verdichten. Die Körperseiten sind hellbraun, die Körperunterseite ist weiß mit braunen Stricheln. Der Schnabel ist graubraun. In ihrem ersten Winterkleid, in das sie ab September bis Oktober wechseln, sind Jungvögel auf der Körperoberseite noch heller als die Adelten. Am Hals und auf der Vorderbrust wirken sie rötlicher. Das Kinn und die Kehle sind weiß.

## Stimme
Während der Fortpflanzungszeit verrät der Zwergtaucher seine Anwesenheit häufig durch seine auffallenden langen Triller. Beide Geschlechter haben die gleichen Rufe. Häufig rufen beide Partner sogar im Duett. Lautmalerisch wird der Ruf als bi-i-i-i-i-i… umschrieben. Die einzelnen Individuen unterscheiden sich dabei deutlich in der Tonhöhe, in der Lautstärke und der Dauer der einzelnen Phrase.
Der Ruf aggressiv erregter Zwergtaucher ist schriller und fällt am Ende der Phrase in seiner Tonhöhe deutlich ab. Der Alarmruf ist ein scharfes, metallisches pit.

## Verbreitung

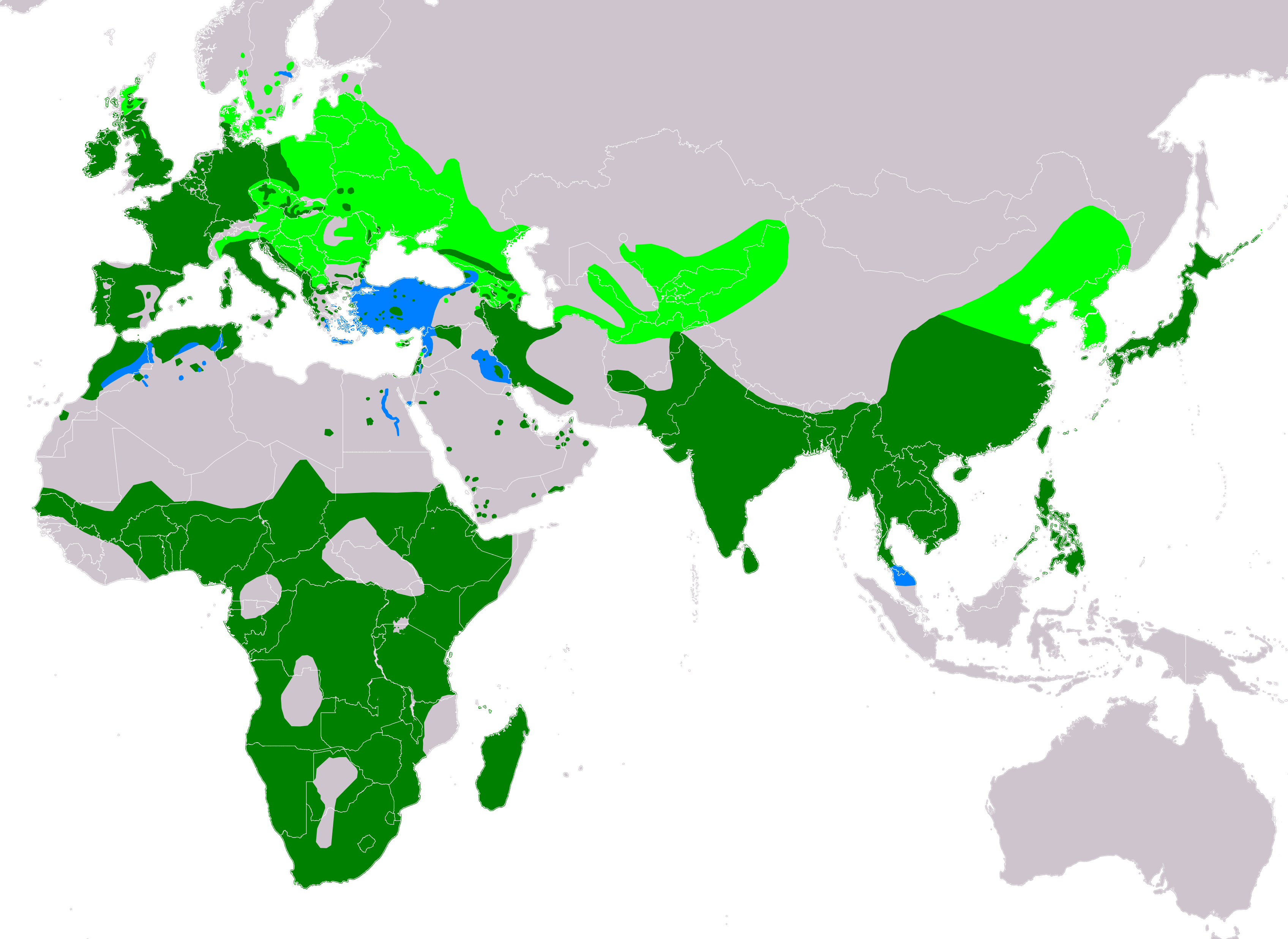
Verbreitungskarte des Zwergtauchers:
Brutgebiete
Ganzjähriges Vorkommen
Überwinterungsgebiete
Streifzüge (Saisonalität unsicher)

Das Verbreitungsgebiet reicht von West- und Mitteleuropa über Westasien und Indien bis nach China und Japan sowie über Südostasien nach Neuguinea. Es umfasst außerdem große Teile Afrikas sowie Madagaskar. Das Verbreitungsgebiet umfasst nach Schätzungen der IUCN insgesamt 36,7 Millionen Quadratkilometer. In diesem riesigen Gebiet ist er allerdings nirgendwo übermäßig häufig.
In Europa befinden sich besonders große Populationen in Portugal, Großbritannien, Irland, Ungarn, Polen und Rumänien. Das europäische Brutgebiet erstreckt sich jedoch bis zum 63. nördlichen Breitengrad an der atlantischen Küste Norwegen. Sie brüten außerdem im Süden von Finnland und in Estland. Der europäische Bestand gilt als stabil, allerdings kommt es nach strengen Wintern gelegentlich zu Bestandseinbrüchen. Die Bestandserfassung gilt jedoch als schwierig, da Zwergtaucher insbesondere während der Brutzeit ein sehr verstecktes Leben führen. Für die Jahre 1990 und 1991 wurde der Bestand in Deutschland auf 6.400 bis 8.000 Individuen geschätzt. Polen wies in diesem Zeitraum 7.500 bis 10.000 Individuen und Ungarn 9.000 bis 10.000 Zwergtaucher auf.
In Abhängigkeit von den Wintertemperaturen ihres Brutareals sind Zwergtaucher Standvögel, Teilzieher oder Zugvögel. Brutvögel Nordeuropas und Zentralrusslands bis Polen und Norddeutschland sind überwiegend Zugvögel. Sie überwintern unter anderem auf dem Schwarzen Meer, dem Mittelmeer und an der Atlantikküste Europas. Dagegen sind ausgesprochene Zugvögel in Mitteleuropa selten. Mitteleuropäische Brutvögel verbleiben typischerweise innerhalb des Brutgebietes und wechseln während der Winterzeit auf nicht zufrierende Gewässer wie beispielsweise Flussläufe oder große Stauseen. Wenn diese Gewässer während eines strengen Winters zufrieren, weichen die Populationen Mitteleuropas etwas nach Süden aus. Vor allem auf den Seen der Schweiz bilden sich dann große Ansammlungen. Am Genfersee sind dann gelegentlich bis zu 6.000 Zwergtaucher versammelt.
Bei den afrikanischen Populationen kommt es zu Wanderungen, die von den jahreszeitlichen Regenfällen abhängen.

## Unterarten
Es sind folgende Unterarten bekannt:
- Tachybaptus ruficollis ruficollis (Pallas, 1764) kommt in Europa von Großbritannien über das südliche Skandinavien und das südliche Spanien bis zum Schwarzen Meer und das nordwestliche Afrika vor.
- Tachybaptus ruficollis albescens (Blanford, 1877) ist vom Kaukasus bis zum Balchaschsee, Tian Shan, den indischen Subkontinent und Myanmar verbreitet.
- Tachybaptus ruficollis iraquensis (Ticehurst, 1923) kommt im Irak und dem südwestlichen Iran vor
- Tachybaptus ruficollis capensis (Salvadori, 1884) ist in Subsahara-Afrika, auf Madagaskar und den Komoren verbreitet.
- Tachybaptus ruficollis poggei (Reichenow, 1902) kommt auf den Kurilen, in Japan inklusive den Ryūkyū-Inseln, auf der Koreanischen Halbinsel, im östlichen China, auf Taiwan und auf Hainan vor.
- Tachybaptus ruficollis philippensis (Bonnaterre, 1790) ist auf den Philippinen mit Ausnahme Mindanaos und eventuell Palawan und dem nördlichen Borneo verbreitet.
- Tachybaptus ruficollis cotabato (Rand, 1948) kommt auf Mindanao vor.

## Lebensraum

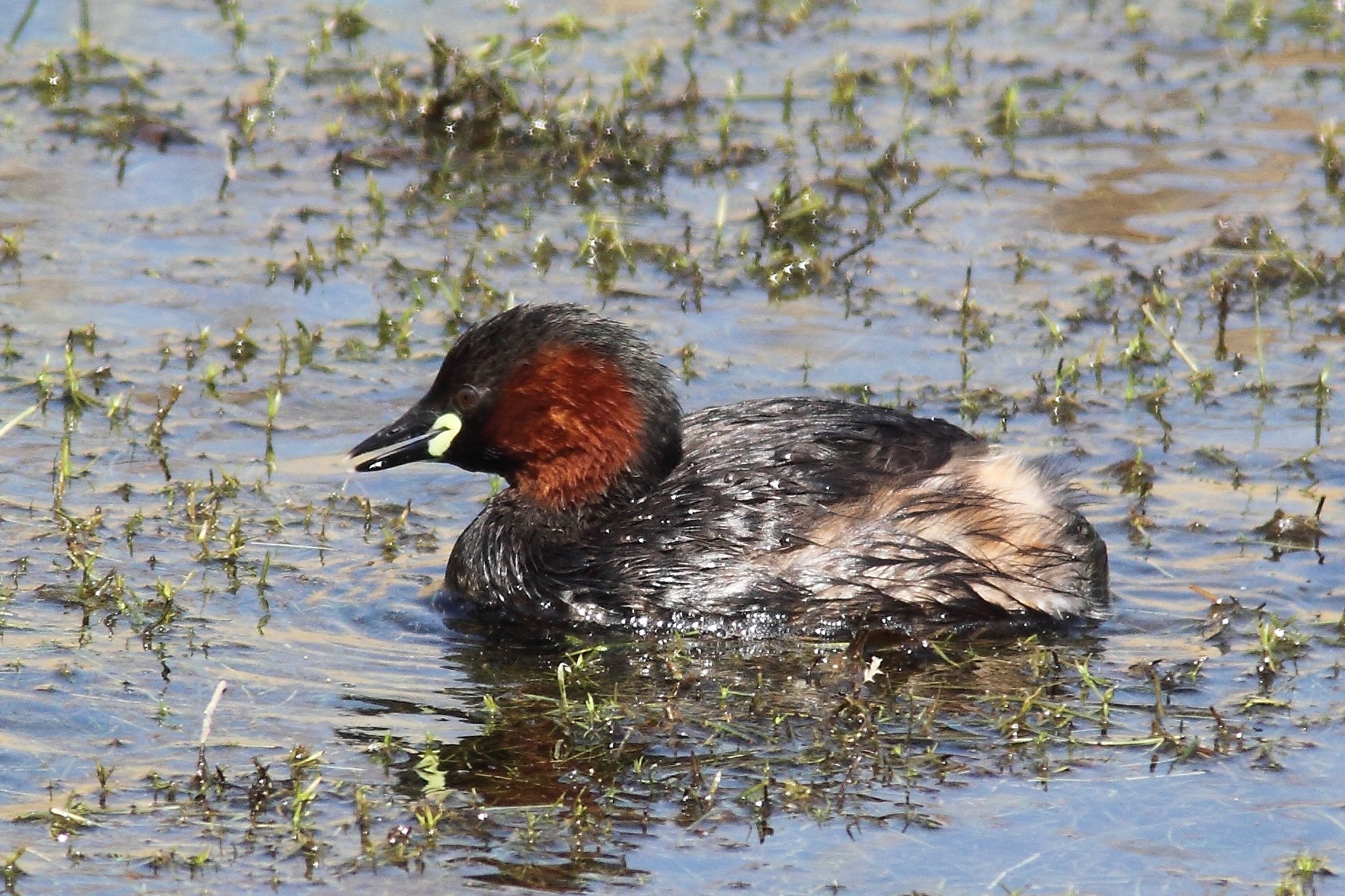
Zwergtaucher, Großbritannien

Der Zwergtaucher siedelt zur Brutzeit bevorzugt an kleineren Stillgewässern oder langsam fließenden Bächen oder Flüssen. In Armenien und in Kasachstan brüten sie auch auf salzigen Seen. Besonders wichtig ist wegen der Störungssensibilität eine ausgeprägte Verlandungszone sowie eine gut ausgebildete Unterwasser- und Schwimmblattvegetation und eine große Dichte an Wasserwirbellosen. Selten findet man sie an Gewässern, in denen große Raubfische vorkommen.
Außerhalb der Brutzeit nutzen sie sehr unterschiedliche Biotope. Sie sind dann auch an den Küsten, auf großen Seen und Teichen, auf schnell fließenden und daher nicht zufrierenden Flüssen und Bächen anzutreffen.

## Nahrung
Zwergtaucher sind exzellente Schwimmer und Taucher und verfolgen besonders im Winter auch Fische. Ansonsten leben sie überwiegend von Insekten. Diese picken sie von der Wasseroberfläche oder finden sie in den oberen Wasserschichten. Sie picken sie aber auch von Pflanzen oder schnappen fliegende Insekten. Mehr als andere Lappentaucher fressen sie auch Weichtiere. Daneben fressen sie Amphibienlarven und Fischbrut.

## Fortpflanzung

### Balzverhalten

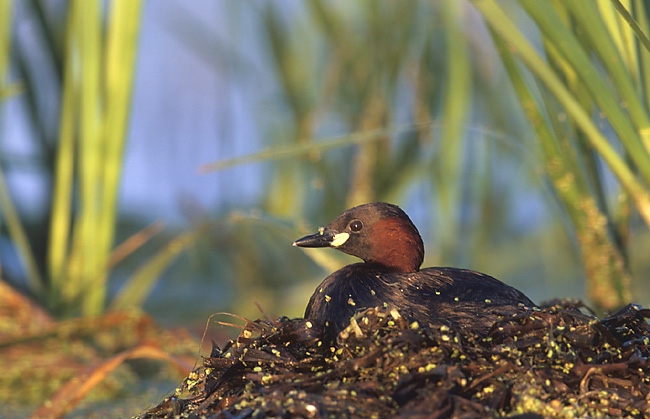
Brütender Zwergtaucher

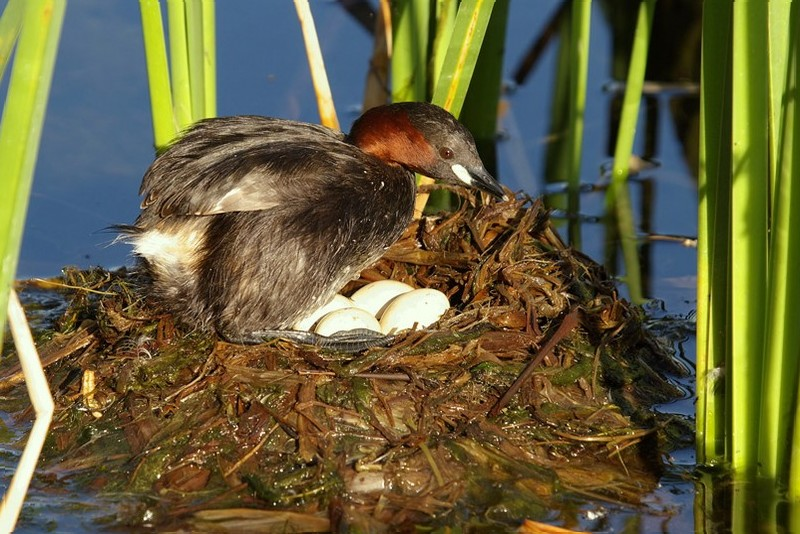
Zwergtaucher auf dem Nest

Zwergtaucher zeigen während der Fortpflanzungszeit ein aggressives Verhalten gegenüber Artgenossen, das häufig sowohl während der Paarbildung als auch beim Besetzen der Reviere zu beobachten ist. Dabei können drei Grundformen unterschieden werden. Drohende Zwergtaucher recken ihren Hals gerade nach oben. Die Kopffedern sind dabei aufgestellt, während der Schnabel nach unten weist. Der Schwanz ist aufgestellt und gesträubt. Angreifende Zwergtaucher strecken dagegen den Kopf weit nach vorn. Das dritte Verhaltenselement ist eine Buckelpose, bei der der Kopf zurückgezogen und der Schnabel leicht nach unten geneigt ist. Das Rückengefieder ist gesträubt und die Flügel leicht angehoben.
Die eigentliche Balz, die immer auf dem Wasser stattfindet, fällt besonders durch andauerndes Trillern beider Partner sowie durch schnelles Entgegenschwimmen, Parallelschwimmen und Eintauchen, bei dem sie häufig mit den Füßen demonstrativ Wasser aufspritzen lassen. Daneben gibt es gegenseitiges lautes Scheinverfolgen, Nahrungspräsentieren, ritualisiertes Nestbauen, Präsentieren von Pflanzenmaterial sowie Parallelfliegen.
Die Paarung erfolgt auf dem Nest. Das Männchen steigt dabei von hinten auf das liegende Weibchen. Nach der Kopulation geht das Männchen über den Kopf des liegenden Weibchens aufs Wasser oder auf den Nestrand. Danach präsentieren sie sich frontal zueinander, wobei sie langsam den Kopf zu den Seiten wenden oder es folgt ein Präsentieren von Pflanzenteilen.

### Brut

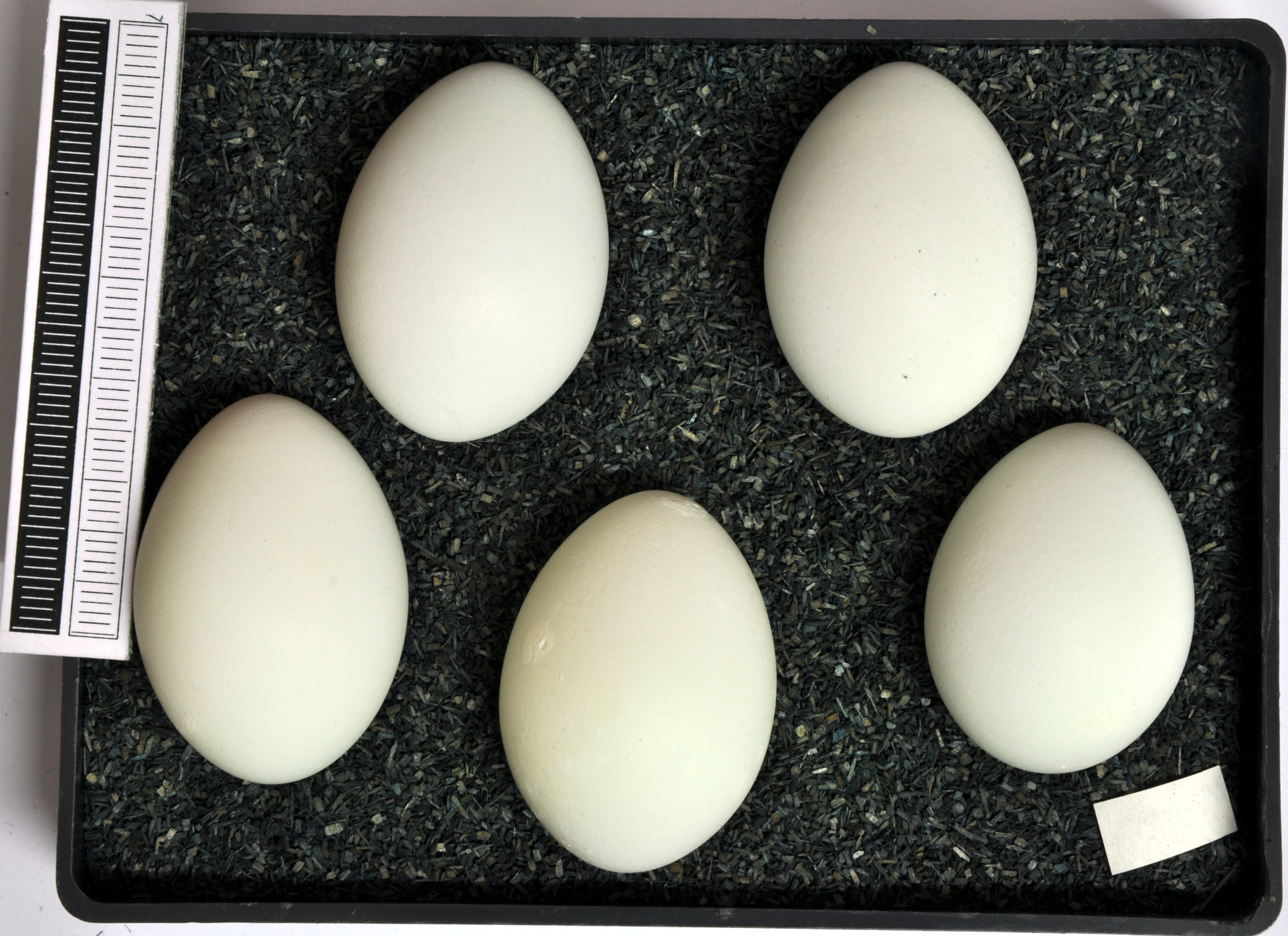
Gelege (Sammlung Museum Wiesbaden)

Die Brutzeit ist in Mitteleuropa von April bis Juli. Wie alle Lappentaucher nistet auch der Zwergtaucher gewöhnlich am Wasserrand. Das Nest ist gewöhnlich ein im flachen Wasser aufgeschichteter Haufen aus Pflanzenteilen. In tieferem Wasser ist das Nest gelegentlich ein an Uferpflanzen verankertes schwimmendes Nest. Am Bau des Nestes sind beide Elternvögel beteiligt. Zum Nestbau verwenden sie abgestorbene Wasserpflanzen der Arten, die am betreffenden Gewässer häufig sind. Das Nest hat einen Durchmesser von 20 bis 30 Zentimetern, meist ragt es 3,5 bis 4,5 Zentimeter über die Wasseroberfläche hinaus. Die Nestmulde hat einen Durchmesser von 4 Zentimetern. Einige Meter vom Hauptnest entfernt errichten sie zusätzlich drei bis vier zeitweilige Nestplattformen. Diese dienen wahrscheinlich zum Ruhen während des Zeitraumes, in dem die Eier gelegt und dann bebrütet werden.
Das Gelege besteht in der Regel aus vier bis sechs Eiern. In seltenen Fällen kommen Gelege vor, die zehn Eier umfassen. Die Eier sind unmittelbar nach der Eiablage weiß gefärbt, färben sich später jedoch bräunlich um. Beide Altvögel sind an der Brut beteiligt und die Bebrütung beginnt mit der Ablage des ersten Eis. Wenn die Eltern während der Brutzeit das Nest verlassen, decken sie die Eier mit Nestmaterial ab.
Die Küken schlüpfen nach einer Brutzeit von 20 bis 21 Tagen. Sie werden von beiden Elternvögeln gefüttert. Dabei erfolgt die Nahrungsübergabe von Schnabel zu Schnabel. Die gestreiften Jungen werden gelegentlich auf dem Rücken der Eltern getragen, allerdings kommt dieses Verhalten bei Zwergtauchern weniger häufig als bei Haubentauchern vor, da die Jungen zum Ruhen bevorzugt das Nest aufsuchen.
Die Jungvögel sind etwa in einem Alter von 30 bis 40 Tagen selbständig. Sie verbleiben jedoch in der Regel in der Nähe ihrer Eltern. Flügge werden sie in einem Alter von 44 bis 48 Tagen.

## Gefährdung und Schutz
Zu Populationseinbrüchen kommt es bei den Zwergtauchern vor allem auf Grund kalter Winter. Auch Wasserstandsschwankungen führen zu einem verringerten Bruterfolg. Brutplatzkonkurrenz mit Arten wie dem Rothals- und Haubentaucher sowie die Nahrungskonkurrenz mit bestimmten Fischarten spielen dabei eine Rolle. Aaskrähe und Rohrweihe gehören zu den Prädatoren, die offen liegende Nester ausrauben. Die Küken werden häufiger auch von Hechten gefressen.
Neben solchen natürlichen Bestandsschwankungen kam es ab den 1970er Jahren zu auffälligen Bestandsrückgängen. Deutliche Rückgänge gab es beispielsweise am südlichen Oberrhein, den Innstauseen, in der Oberpfalz und in Thüringen sowie im österreichischen Waldviertel, Teilen der Niederlande und Tschechien. Dieser Rückgang hält zum Teil regional noch an, doch seit den 1980er Jahren gibt es regional auch eine starke Zunahme.
Insbesondere die Vernichtung der natürlichen Lebensräume und die Trockenlegung von Sümpfen und Auenlandschaften sowie die Bereinigung von Verlandungszonen haben den Zwergtaucher in weiten Teilen seiner Verbreitungsgebiete selten werden lassen. Daneben spielt die Verschlechterung der Habitate durch Intensivierung der Fischwirtschaft, Eutrophierung und Verschmutzung der Gewässer, Schilfsterben und Zusammenbruch der Weißfischbestände sowie Störungen durch Freizeitaktivitäten wie Angeln, Wassersport und Badebetrieb eine Rolle. Auch die Ausbringung von Schädlingsbekämpfungsmitteln wie Pestizide setzen der Art zusätzlich zu, da die Gifte über die Nahrung aufgenommen werden. In der Nähe von Siedlungsräumen stellen Überlandstromleitungen und hohe Antennen eine Gefahr dar. Streckenweise bedroht auch der Tourismus das ungestörte Brüten der Vögel. Der Zwergtaucher ist nicht durch das Washingtoner Artenschutzabkommen geschützt. In der Roten Liste der IUCN wird die Art als „potenziell gefährdet“ geführt.

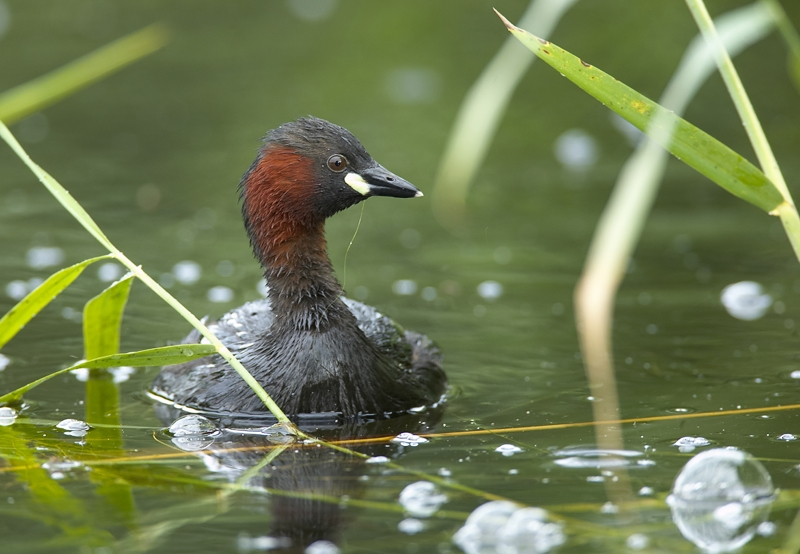
Zwergtaucher

Der Zwergtaucher gilt als eine der Arten, die vom Klimawandel besonders betroffen sein werden. Ein Forschungsteam, das im Auftrag der britischen Umweltbehörde und der Royal Society for the Protection of Birds die zukünftige Verbreitungsentwicklung von europäischen Brutvögeln auf Basis von Klimamodellen untersuchte, geht davon aus, dass sich bis zum Ende des 21. Jahrhunderts das Verbreitungsgebiet des Zwergtauchers deutlich verändern wird. Das Verbreitungsgebiet wird sich nach dieser Prognose um etwa ein Drittel verkleinern und gleichzeitig nach Norden verschieben. Zu den möglicherweise künftigen Verbreitungsgebieten zählen die mittlere Region Schwedens sowie ein großer Teil Finnlands; das Verbreitungsgebiet wird nach diesen Prognosen auch Island und die Küste Norwegens umfassen. Dagegen geht ein großer Teil des Verbreitungsgebietes auf der Iberischen Halbinsel und an der nördlichen Mittelmeerküste verloren.

## Trivia
Der Asteroid des inneren Hauptgürtels (8587) Ruficollis ist nach dem Zwergtaucher benannt (wissenschaftlicher Name: Tachybaptus ruficollis). Zum Zeitpunkt der Benennung des Asteroiden am 2. Februar 1999 befand sich der Zwergtaucher auf der niederländischen Roten Liste gefährdeter Arten.